# Liste der Premierminister der Provinz Kanada
Diese Liste führt die Premierminister (engl. premier) der Provinz Kanada auf. Berücksichtigt ist der Zeitraum zwischen 1841 (Vereinigung der Kolonien Oberkanada und Niederkanada) und 1867 (Kanadische Konföderation). Die Regierung wurde von zwei Premierministern gleichzeitig geführt, wobei einer aus dem englischsprachigen Teil (heute Ontario) stammte, der andere aus dem französischsprachigen Teil (heute Québec). Offiziell wurde zwischen dem eigentlichen Premierminister und einem Vizepremier unterschieden.

## Premierminister der Provinz Kanada
| Oberkanada | Oberkanada | Oberkanada                                           | Niederkanada                                     | Niederkanada                                     | Niederkanada                                                | Zeitraum                               |
| ---------- | ---------- | ---------------------------------------------------- | ------------------------------------------------ | ------------------------------------------------ | ----------------------------------------------------------- | -------------------------------------- |
|            |            | William Henry Draper (Vizepremier)                   |                                                  |                                                  | Samuel Bealey Harrison (Premierminister)                    | 5. Februar 1841 − 12. Januar 1842      |
|            |            | William Henry Draper (Premierminister)               |                                                  |                                                  | Charles Richard Ogden (Vizepremier)                         | 12. Januar 1842 − 14. September 1842   |
|            |            | Robert Baldwin (Vizepremier)                         |                                                  |                                                  | Louis-Hippolyte La Fontaine (Premierminister)               | 26. September 1842 − 27. November 1843 |
|            |            | Dominick Daly (interimistischer Premierminister)     | Dominick Daly (interimistischer Premierminister) | Dominick Daly (interimistischer Premierminister) | Dominick Daly (interimistischer Premierminister)            | 27. November 1843 − 12. Dezember 1843  |
|            |            | William Henry Draper (Premierminister) (2. Amtszeit) |                                                  |                                                  | Denis-Benjamin Viger (Vizepremier)                          | 12. Dezember 1843 − 17. Juni 1846      |
|            |            | William Henry Draper (Premierminister) (2. Amtszeit) | Denis-Benjamin Papineau (Vizepremier)            | 17. Juni 1846 − 28. Mai 1847                     |                                                             |                                        |
|            |            | Henry Sherwood (Premierminister)                     |                                                  |                                                  | Denis-Benjamin Papineau (Vizepremier)                       | 28. Mai 1847 − 11. März 1848           |
|            |            | Robert Baldwin (Vizepremier)                         |                                                  |                                                  | Louis-Hippolyte La Fontaine (Premierminister) (2. Amtszeit) | 11. März 1848 − 28. Oktober 1851       |
|            |            | Francis Hincks (Premierminister)                     |                                                  |                                                  | Augustin-Norbert Morin (Vizepremier)                        | 28. Oktober 1851 − 11. September 1854  |
|            |            | Allan MacNab (Premierminister)                       |                                                  |                                                  | Augustin-Norbert Morin (Vizepremier)                        | 11. September 1854 − 27. Januar 1855   |
|            |            | Allan MacNab (Premierminister)                       | Étienne-Paschal Taché (Vizepremier)              | 27. Januar 1855 − 24. Mai 1856                   |                                                             |                                        |
|            |            | John Macdonald (Vizepremier)                         |                                                  |                                                  | Étienne-Paschal Taché (Premierminister)                     | 24. Mai 1856 − 26. November 1857       |
|            |            | John Macdonald (Premierminister)                     |                                                  |                                                  | George-Étienne Cartier (Vizepremier)                        | 26. November 1857 − 2. August 1858     |
|            |            | George Brown (Premierminister)                       |                                                  |                                                  | Antoine-Aimé Dorion (Vizepremier)                           | 2. August 1858 − 6. August 1858        |
|            |            | John Macdonald (Vizepremier)                         |                                                  |                                                  | George-Étienne Cartier (Premierminister)                    | 6. August 1858 − 24. Mai 1862          |
|            |            | John Sandfield Macdonald (Premierminister)           |                                                  |                                                  | Louis-Victor Sicotte (Vizepremier)                          | 24. Mai 1862 − 15. Mai 1863            |
|            |            | John Sandfield Macdonald (Premierminister)           | Antoine-Aimé Dorion (Vizepremier)                | 15. Mai 1863 − 30. Mai 1864                      |                                                             |                                        |
|            |            | John Macdonald (Vizepremier)                         |                                                  |                                                  | Étienne-Paschal Taché (Premierminister)                     | 30. Mai 1864 − 30. Juli 1865           |
|            |            | John Macdonald (Vizepremier)                         |                                                  |                                                  | Narcisse-Fortunat Belleau (Premierminister)                 | 30. Juli 1865 − 30. Juni 1867          |